# Xanono
Xanono (em haúça: Shanono) é uma cidade e área de governo local da Nigéria situada no estado de Cano. Compreende uma área de 697 quilômetros quadrados e segundo censo de 2006 havia 140 607 habitantes.